# Tamás Priskin
Tamás Priskin (Komárno, 27 de setembro de 1986) é um futebolista eslovaco naturalizado húngaro. Atualmente defende o ŠK Slovan Bratislava e a Seleção Húngara.

## Carreira
Priskin fez parte do elenco da Seleção Húngara de Futebol da Eurocopa de 2016.